# La Comelle
La Comelle település Franciaországban, Saône-et-Loire megyében. Lakosainak száma 248 fő (2022. január 1.). La Comelle Saint-Léger-sous-Beuvray, Poil, Étang-sur-Arroux, Laizy és Saint-Didier-sur-Arroux községekkel határos.

## Népesség
A település népességének változása:
| Lakosok száma | 194  | 215  | 226  | 225  | 232  | 240  | 247  | 247  | 248  |
|               | 2013 | 2015 | 2016 | 2017 | 2018 | 2019 | 2020 | 2021 | 2022 |